# Cem Yılmaz

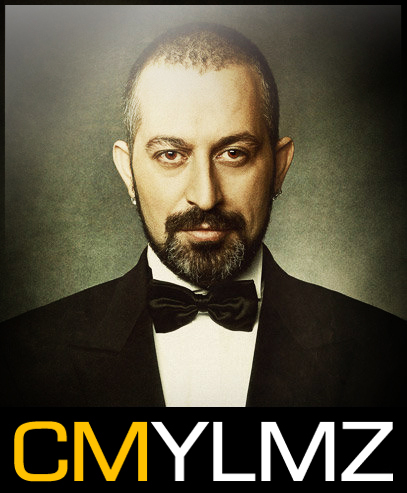
Cem Yılmaz

Cem Yılmaz (* 23. April 1973 in Istanbul) ist ein türkischer Schauspieler und Komiker.

## Leben
Schon als Student an der Bosporus-Universität, wo Yılmaz Touristik studierte, arbeitete er nebenbei als Karikaturist bei der Zeitschrift LeMan. Im August 1995 fing er dort mit Stand-Up an und wechselte im Dezember zum BKM (Beşiktaş Kültür Merkezi). Seitdem hat er dort regelmäßig Auftritte und ist gelegentlich auch international auf Tournee.
Er hat einen Bruder (Can Yılmaz) und eine Schwester (Özge Yılmaz). Seine Eltern stammen aus Sivas-Gürün.

## Filme
1998 stand Yılmaz für den Film Herşey Çok Güzel Olacak (Alles wird gut!) das erste Mal vor der Kamera. Es folgte eine weitere Nebenrolle in Vizontele. 2005 spielte er im Film G.O.R.A. die Hauptrollen, wofür er auch das Drehbuch schrieb. Dieser Film war lange Zeit der teuerste und erfolgreichste Film in der Türkei und wurde erst später kommerziell vom Film Recep İvedik übertroffen. Im Oktober 2006 erschien sein Film Hokkabaz in den deutschen Kinos, zu dem er das Drehbuch schrieb und zusammen mit Ali Taner Baltacı die Regie führte, sowie die Hauptrolle spielte. Am 5. Dezember 2008 lief die G.O.R.A.-Fortsetzung A.R.O.G. in den Kinos an. Ein weiterer Film, der Western Yahşi Batı – Die osmanischen Cowboys, erschien am 1. Januar 2010. Hier spielt Cem Yılmaz einen osmanischen Gesandten im Wilden Westen.

## Auszeichnungen
- Für seine Mitwirkung in Werbespots für Panasonic-Telefone im Radio bekam er den Kristal Elma.
- Für seine Werbung für Doritos Chips wurde er zweimal mit dem Kristal Elma belohnt.

## Filmografie
- 1998: Alles wird gut! (Herşey çok güzel olacak)
- 2001: Vizontele
- 2004: G.O.R.A.
- 2005: Ramon
- 2005: Krumme Dinger am Bosporus (Organize İşler)
- 2006: Hokkabaz
- 2008: A.R.O.G.
- 2010: Yahşi Batı – Die osmanischen Cowboys (Yahşi Batı)
- 2010: Av Mevsimi
- 2012: Magnifica Presenza
- 2014: Pek Yakında
- 2014: Das Versprechen eines Lebens (The Water Diviner)
- 2015: Ali baba ve yedi cüceler
- 2016: İftarlık Gazoz
- 2018: Arif v 216
- 2019: Karakomik Filmler
- 2022: Erşan Kuneri (Serie)

## Diskografie
EPs
- 2022: Erşan Kuneri Şarkıları (mit Özkan Uğur)

Singles
- 2002: Piskopat (mit Mazhar Alanson)
- 2009: Ah Bu Gönül Şarkıları (mit Suzan Kardeş)
- 2017: Cambaz (mit Emir Ersoy & Kenan Doğulu)
- 2018: Konyak (mit Yasemin Mori)
- 2018: Ellerimde Çiçekler

## Stand-up-Comedy Programme
- 2001: Bir tat bir doku
- 2009: CM YLMZ 2009 (Stand-Up DVD)
- 2010: CM YLMZ – SORU&CEVAP
- 2012: CM101MMXI Fundamentals
- 2019–2021: Diamond Elite Platinum Plus